# Rottna landsfiskalsdistrikt
Rottna landsfiskalsdistrikt var 1918-1951 ett landsfiskalsdistrikt i Värmlands län, bildat när Sveriges indelning i landsfiskalsdistrikt trädde i kraft den 1 januari 1918, enligt beslut den 7 september 1917. När Sveriges nya indelning i landsfiskalsdistrikt trädde i kraft den 1 januari 1952 (enligt kungörelsen 1 juni 1951) upphörde distriktet och dess ingående kommuner överfördes till Sunne landsfiskalsdistrikt.
Landsfiskalsdistriktet låg under länsstyrelsen i Värmlands län.

## Ingående områden

### Från 1918
Fryksdals härad:
- Gräsmarks landskommun
- Del av Lysviks landskommun: Landskommunen väster om Fryken.[2]
- Del av Sunne landskommun: Landskommunen väster om Fryken.[2]
- Västra Ämterviks landskommun